# Arakawa–Kanekos zetafunktion
Inom matematiken är Arakawa–Kanekos zetafunktion en generalisering av Riemanns zetafunktion.

## Definition
Arakawa–Kanekos zetafunktion {\displaystyle \xi _{k}(s)} definieras som
{\displaystyle \xi _{k}(s)={\frac {1}{\Gamma (s)}}\int _{0}^{+\infty }{\frac {t^{s}-1}{e^{t}-1}}\mathrm {Li} _{k}(1-e^{-t})\,dt\ }
där Lik är den k-te polylogaritmen
{\displaystyle \mathrm {Li} _{k}(z)=\sum _{n=1}^{\infty }{\frac {z^{n}}{n^{k}}}\ .}

## Egenskaper
Integralen konvergerar för {\displaystyle \Re (s)>0} och kan fortsättas analytiskt till hela komplexa planet som en hel funktion.
Specialfallet k = 1 ger {\displaystyle \xi _{1}(s)=s\zeta (s+1)} där {\displaystyle \zeta } är Riemanns zetafunktion.
Värdena vid heltal är relaterade till multipel-zetafunktionen enligt
{\displaystyle \xi _{k}(m)=\zeta _{m}^{*}(k,1,\ldots ,1)}
där
{\displaystyle \zeta _{n}^{*}(k_{1},\dots ,k_{n-1},k_{n})=\sum _{0<m_{1}<m_{2}<\cdots <m_{n}}{\frac {1}{m_{1}^{k_{1}}\cdots m_{n-1}^{k_{n-1}}m_{n}^{k_{n}}}}\ .}

### Allmänna källor
- Kaneko, Masanobou (1997). ”Poly-Bernoulli numbers”. J. Théor. Nombres Bordx. 9:  sid. 221–228.
- Arakawa, Tsuneo; Kaneko, Masanobu (1999). ”Multiple zeta values, poly-Bernoulli numbers, and related zeta functions”. Nagoya Math. J. 153:  sid. 189-209. http://projecteuclid.org/euclid.nmj/1114630825.
- Coppo, Marc-Antoine; Candelpergher, Bernard (2010). ”The Arakawa–Kaneko zeta function”. Ramanujan J. 22:  sid. 153–162.